# Вјор
Вјор (фр. Viaur) је река у Француској. Дуга је 168 km. Улива се у Аверон. 